# Samuel Boden
Samuel Standidge Boden (Hull, 4 aprile 1826 – Londra, 13 gennaio 1882) è stato uno scacchista inglese.
È noto principalmente per la posizione di matto detta matto di Boden, verificatasi nella partita Schulder-Boden, Londra 1853.
Impiegato delle ferrovie e pittore dilettante, fu anche critico d'arte. Scrisse un manuale di divulgazione degli scacchi, pubblicato a Londra nel 1851, e fu redattore della rubrica di scacchi della popolare rivista  The Field dal 1858 al 1873 (in seguito ne fu redattore Steinitz). A Londra nel 1858 vinse un match con John Owen (+7 =2 –2). Vinse il torneo provinciale di Londra 1851 e giunse 2º nei tornei di Manchester 1857 e Bristol 1861 (vinto da Louis Paulsen).
Nel 1858 giocò un match contro Paul Morphy, perdendo nettamente (+1 –6 =4). Era considerato da Morphy il più forte giocatore inglese, nonostante il fatto che Thomas Barnes abbia ottenuto un risultato migliore contro di lui (+3 -6 =1).